# روکی گراتزیانو
روکی گراتزیانو (ایتالیایی: Rocky Graziano; ۱ ژانویهٔ ۱۹۱۹ – ۲۲ مهٔ ۱۹۹۰) بوکسور اهل آمریکا-ایتالیا بود. فیلم کسی آن بالا من را دوست دارد با بازی پل نیومن از رو زندگی وی ساخته شده است